# Бокшаниця
Бокшаниця (серб. Бокшаница) — гора, що розташована в общині Рогатиця Республіки Сербської, у Боснії і Герцеговині. Розташована на північний захід від Вишеграда, найвища точка — пік Клінац з висотою 1275 м над рівнем моря.
Бокшаниця включена до Плану охорони і поліпшення якості навколишнього середовища Республіки Сербської до 2025 року.